# 納爾特敘事詩
納爾特敘事詩(Nart saga)是指高加索地區人民的大型古代史詩，詩歌體裁。主要是歌頌納爾特英雄的故事。
在神話學中以體系為名稱的話，其主要內容來自高加索神話，即一切有關古代高加索人的神、英雄、自然和宇宙歷史的神話。
而關於高加索神話，是指北高加索、外高加索部分地區操高加索語系各族人民的神話觀念的總和。這些民族是：喬治亞、阿迪格、阿布哈茲、阿巴扎、和印古什、達吉斯坦各族等。
在這發展過程中，這些民族的神話都有受到過不同的外來影響，較大的影響來自基督教和伊斯蘭教。有些神話系列幾乎都沒有留存下來，因此大型史詩《納爾特敘事詩》幾乎包涵了大部分的民族的神話故事和神話母體，故而偶爾也會被稱呼為納爾特神話體系。
此敘事詩有名的英雄有巴特雷斯、索斯鲁科、阿沙梅兹等等。